# Delias blanca
Delias blanca är en fjärilsart som först beskrevs av Felder 1862.  Delias blanca ingår i släktet Delias och familjen vitfjärilar.
Artens utbredningsområde är Filippinerna. Inga underarter finns listade i Catalogue of Life.